# Гондарев
Гондарев — хутор в Петропавловском районе Воронежской области.
Входит в состав Новобогородицкого сельского поселения.

## География
Расположен у реки Криуша.

### Улицы
- ул. Дачная

## Население
| 2010 |
| ---- |
| 20   |